# Carl Hoefkens
Carl Hoefkens (prononcé en néerlandais : [ˈkɑrl ˈɦuf.kəns]), né le 6 octobre 1978 à Lierre en Belgique, est un footballeur international et entraîneur belge qui joue au poste de défenseur.
Il est actuellement en poste au NAC Breda, en Eredivisie.

## Biographie

### Carrière de joueur
En douze ans au Lierse SK, Carl Hoefkens a remporté un championnat de Belgique en 1997, une coupe de Belgique en 1999 et deux Supercoupes de Belgique en 1997 et 1999.
Il devient international le 5 juin 1999, lors d'un match amical contre la Corée du Sud à Séoul (victoire, 1-2).
En 2001, il signe au KFC Lommelse SK. En 2003, il part au KVC Westerlo mais ne participe qu'à sept rencontres. Il rejoint peu de temps après le Germinal Beerschot. Avec les Anversois, il joue 62 matchs pour 2 buts et remporte la Coupe de Belgique en 2005 contre le Club Bruges KV mais perd la Supercoupe.
Carl Hoefkens part ensuite en Premier League, à Stoke City pour deux saisons où il est désigné joueur de l'année 2005-2006 par les supporters. Il rejoint ensuite le West Bromwich Albion mais ce club redescend en Championship.
En août 2009, il revient en Belgique, au FC Bruges avec un contrat de deux ans plus une année supplémentaire. Quatre ans plus tard, il ne prolonge pas son contrat et se retrouve libre. Il retourne alors vers son club formateur, le Lierse SK.
En 2014, il signe au KV Ostende, où il reste une saison.

### Carrière d'entraîneur

#### Club Bruges KV
Le 25 mai 2022, à la suite du départ de l'entraîneur néerlandais Alfred Schreuder, parti à l'Ajax Amsterdam, Carl Hoefkens, adjoint dans le staff technique depuis 2019, est nommé entraîneur principal du Club Bruges KV. Il y a signé un contrat à durée indéterminée.
Le 17 juillet 2022, Carl Hoefkens obtient son premier trophée comme entraîneur en remportant la Supercoupe de Belgique face à La Gantoise (victoire 1-0).
Il est démis de ses fonctions le 28 décembre 2022, malgré la qualification de son équipe pour le premier tour à élimination en Ligue des Champions.

#### Standard de Liège
Le 16 juin 2023, Hoefkens devient entraîneur du Standard de Liège. Cette nomination intervient quelques semaines après que son prédécesseur, Ronny Deila, a rejoint le Club Brugge, son ex-club. Il a pour adjoint Yaya Touré. Le Standard commence mal sa saison avec trois matchs sans victoire. Les Liégeois sont éliminés de la Coupe de Belgique par leur rival le RSC Anderlecht. Hoefkens est ensuite  épaulé par José Jeunechamps et Bernd Thijs. Avant la trêve hivernale, le Standard n'est qu'à la 9e place du championnat et le club n'a engrangé que trois points sur quinze possibles depuis la dernière trêve. Hoefkens est limogé par le club le 31 décembre 2023.

#### NAC Breda
Le 6 juin 2024, Hoefkens s'engage avec le NAC Breda, qui vient tout juste de remporter les play-offs pour la promotion au sein de l'élite nationale.

## Statistiques en clubs
| Saison  | Club                 | Pays       | Championnat         | Matchs | Buts |
| ------- | -------------------- | ---------- | ------------------- | ------ | ---- |
| 1996/97 | Lierse SK            | Belgique   | Division 1          | 17     | 0    |
| 1997/98 | Lierse SK            | Belgique   | Division 1          | 27     | 0    |
| 1998/99 | Lierse SK            | Belgique   | Division 1          | 30     | 0    |
| 1999/00 | Lierse SK            | Belgique   | Division 1          | 28     | 2    |
| 2000/01 | Lierse SK            | Belgique   | Division 1          | 27     | 0    |
| 2001/02 | KFC Lommel SK        | Belgique   | Division 1          | 33     | 4    |
| 2002/03 | KFC Lommel SK        | Belgique   | Division 1          | 22     | 0    |
|         | KVC Westerlo         | Belgique   | Division 1          | 7      | 0    |
| 2003/04 | Germinal Beerschot   | Belgique   | Division 1          | 32     | 4    |
| 2004/05 | Germinal Beerschot   | Belgique   | Division 1          | 26     | 3    |
| 2005/06 | Stoke City FC        | Angleterre | League Championship | 44     | 3    |
| 2006/07 | Stoke City FC        | Angleterre | League Championship | 45     | 2    |
| 2007/08 | West Bromwich Albion | Angleterre | League Championship | 42     | 0    |
| 2008/09 | West Bromwich Albion | Angleterre | Premier League      | 10     | 0    |
| 2009/10 | FC Bruges            | Belgique   | Division 1          | 31     | 0    |
| 2010/11 | FC Bruges            | Belgique   | Division 1          | 18     | 2    |
| 2011/12 | FC Bruges            | Belgique   | Division 1          | 34     | 2    |
| 2012/13 | FC Bruges            | Belgique   | Division 1          | 17     | 0    |
| 2013/14 | Lierse SK            | Belgique   | Division 1          | 21     | 0    |

## Palmarès

### En tant que joueur
- 1997 : Champion de Belgique avec le K Lierse SK
- 1997 : Supercoupe de Belgique avec le K Lierse SK
- 1999 : Coupe de Belgique avec le K Lierse SK
- 1999 : Supercoupe de Belgique avec le K Lierse SK
- 2005 : Vainqueur de la coupe de Belgique avec Germinal Beerschot A.
- 2006 : Les supporters de Stoke City l'élisent joueur de la saison 2005-2006.
- 2008 : Champion d'Angleterre (D2) avec West Bromwich Albion

### En tant qu'entraîneur
- 2022 : Vainqueur de la Supercoupe de Belgique avec le FC Bruges